# Jarrell (Texas)
Pour les articles homonymes, voir Jarrell.
Jarrell est une ville dans le comté de Williamson, Texas, États-Unis, à environ 62 km au nord d'Austin, la capitale de l'État. La population totale est 984 selon le recensement de 2010.

## Histoire
Fondée en 1909 par le promoteur immobilier D.O. Jarrell, et E. C. Haeber, à l'intersection d'anciennes routes par diligence lors de la construction du chemin de fer Bartlett and Western. Peu après l'achèvement du chemin de fer, un saloon, deux magasins, un bureau de poste et une banque furent construits et les résidents du village Corn Hill se sont déplacés vers la ville. Jarrell a atteint un premier pic de population de 500 habitants en 1914. La fermeture de la voie ferrée et le déclin de l'industrie du coton ont ensuite conduit à un long déclin, à un moment donné elle n'avait que 200 habitants. La ville a ensuite connu une lente reprise qui a augmenté sa population à 410 en 1990. Plus de 15 nouvelles entreprises ouvertes dans Jarrell en 2009 et la population dépasse maintenant les 900.
En 2004, un projet appelé Sonterra West Master Plan Community a débuté sur une zone adjacente à Jarrell. Ce développement est régi par l'administration du district territorial dont fait partie Jarrel. Il doit fournir des services publics (tels que l'électricité, le traitement des eaux usées, la collecte des déchets, l'eau, les parcs, les centres de loisirs, piscines, etc.) pour les résidents de la région entourant la ville, soit une population de plus de 3 000 personnes.

### Tornade du 27 mai 1997
Au printemps 1997 Jarrell et ses alentours sont frappés par une tornade de force EF5 sur l'ancienne échelle de Fujita (Voir la section sur cette tornade) .
Cette tornade s'est formée dans des conditions inhabituelles de par l'absence de forçage d'altitude conséquent et d'un faible cisaillement de surface, l'absence de plusieurs ingrédients jugés nécessaires à l'époque ne laissait pas présager un possible développement d'orages tornadiques, mais la masse d'air instable extrême sur le Texas de plus de 5000 Cape voire localement plus de 6500 ont suffi à générer une convection profonde et l'apparition d'un puissant courant ascendant permettant le développement de plusieurs orages supercellulaires massifs qui se sont déplacés vers le sud-ouest, ce qui est là aussi inhabituel.
À 15 h 40 HAC, une tornade mince en forme de corde de très faible intensité touche le sol pendant plusieurs minutes avant de s'élargir rapidement jusqu'à 800m de large. La tornade est peu mobile ce qui lui laisse le temps de se charger en terre et en sable, elle est si puissante qu'elle arrache l'asphalte des routes, écorce les arbres et balaye plus de 40 habitations en ne laissant aucun gros débris excepté les fondations en béton des habitations, de nombreuses voitures sont retrouvées éventrées à plus de 400 m de leurs emplacements.
Elle rasa le quartier de Double Creek Estates, en tuant 27 personnes, ainsi que plus de 300 bovins et chevaux ce qui en fait l'une des tornades les plus puissantes et meurtrières de l'histoire des États-Unis.

## Climat
Le climat de cette région se caractérise par des étés chauds et humides. Les hivers sont généralement doux. Selon le système de classification de Köppen, Jarrell a un climat subtropical humide, en abrégé "Cfa" sur les cartes climatiques.